# 四大名北
“四大名北”或“四大北站”，是中国大陆网民对境内四座高速铁路车站的戏称。这些车站距离所属城市主城区有相当距离，但仍以该城市的“北站”命名，被批评对旅客造成误导：
- 孝感北站：位于湖北省孝感市大悟县高店乡，距离孝感市区约97.2公里车程。
- 邵阳北站：位于湖南省邵阳市新邵县坪上镇，距离邵阳市区约50.9公里车程。
- 阳泉北站：位于山西省阳泉市盂县孙家庄镇，距离阳泉市区约47公里。
- 盘锦北站：位于辽宁省盘锦市盘山县甜水镇，距离盘锦市区约41公里。